# Beta-lactam antibiotic induced vancomycin-resistant MRSA
BIVR (Beta-lactam antibiotic induced vancomycin-resistant MRSA) とは、β-ラクタム薬によってバンコマイシン (VCM) 耐性が誘導されるメチシリン耐性黄色ブドウ球菌 (MRSA) である。

## 概要
検出培地には4μg/mLのVCM含有Mu3寒天培地を用いる。現在はVCMの耐性基準が変更されたため（MICが4と8μg/mLはI,　16μg/mL以上がR）、2μg/mLのVCM含有培地での検出が検討されている。
このような耐性菌検出にMu3培地（BHI-agarに細胞壁構成成分を添加）やBHI-agarを用いることには異論が唱えられている。
Mu3培地の場合、細胞壁構成成分の1成分であるD-Ala-D-Alaが入っている。この物質にVCMが結合して失活しているとの噂が流されていた。しかし、VCMはD-Ala-D-Akaには結合しない。VCMはAcyl-D-Ala-D-Alaに結合することは専門家であれば周知の事実である。また、細胞壁構成成分はresting mediumと呼ばれて1960年代から細胞壁合成の研究に用いられているが、その名の通り、この培地のみでは細菌は増殖できない。単に細胞壁合成を活性化させるのみである。
現在までのBIVRについて判明している事実は、
- 46種類のβ-ラクタム薬がVCM耐性を誘導する。
- このVCM耐性の誘導には至的誘導濃度が存在する。
- マウス感染実験において、VCMとβ-ラクタム薬 (CZX, IPM) の拮抗が確認されている。
- 血液分離MRSAの実に15-20%がBIVRとして検出されている。
- β-ラクタム薬によるVCM耐性の誘導機序として、β-ラクタム薬による自己溶解酵素の誘導、細胞壁の消化による細胞壁断片の遊離、遊離した細胞壁断片の菌体内取り込み、細胞壁合成への再利用、これら (recycling system) が動くことによって本来の細胞壁合成系以外でもVCMが結合するLipid II（murein）が産生される。つまり、VCMが早急に消費されてVCMの効果がなくなり耐性になると考えられている。

北里大学病院と福岡大学病院から臨床例としてBIVRが報告されている。

## バンコマイシンヘテロ耐性黄色ブドウ球菌（ヘテロVISA）との相違
ヘテロVISAであるMu3株もVISAであるMu50株もBIVRの性質を有すことは国際学会でも論文でも公表されている。当初は、ヘテロVISAの中にBIVRの性質（β-ラクタム薬によるVCM耐性の誘導）は含まれていたが、ヘテロVISAが定義されたことでBIVRの性質は除外されてしまった。その定義前には、ヘテロVISA（Mu3株）の検出に「β-ラクタム薬によるVCM耐性の誘導」現象を利用しており、その方法を用いてヘテロVISAを検出したと韓国をはじめとした各国から論文として報告されていた。
この矛盾を訂正するために、ヘテロVISAの「VCMに対する個々の細胞の感受性」とBIVRの「β-ラクタム薬によるVCM耐性の誘導」が区別された。